# Rory Sutherland
Rory Sutherland (født 2. februar 1982 i Canberra) er en tidligere australsk professionel cykelrytter.
Han fik sin første professionelle kontrakt i 2003, da han blev tilknyttet det hollandske hold Rabobank. I januar 2013 kom han til det danske hold Team Saxo-Tinkoff, hvor kan kom til efter fem år hos amerikanske UnitedHealthcare Pro Cycling.

## Resultater
2004
1'  Australsk U/23 mester i linjeløb
2005
2' Australske mesterskaber i enkeltstart
3' Post Danmark Rundt
1' Ungdomskonkurrencen
3' Grote Prijs Jef Scherens
9' Schaal Sels-Merksem
10' Vuelta a Murcia
2007
1' USA Cycling National Racing Calendar
2' Australske mesterskaber i enkeltstart
2008
1' Prolog Redlands Bicycle Classic
1' Nature Valley Grand Prix
1' 5. etape
1' Joe Martin Stage Race
1' Prolog
1' Mount Hood Cycling Classic
1' 3. etape
2' Australske mesterskaber i enkeltstart
3' Australske mesterskaber i linjeløb
9' Jayco Bay Cycling Classic
9' Tour de Georgia
2009
1' Joe Martin Stage Race
1' Nature Valley Grand Prix
6' Redlands Bicycle Classic
2010
1' Cascade Cycling Classic
1' Nature Valley Grand Prix
7' Tour of California
2011
Nature Valley Grand Prix
1' 1. og 6. etape
6' Settimana Internazionale di Coppi e Bartali
7' Tour of California
10' USA Pro Cycling Challenge
2012
1' Tour of the Gila
1' 1. etape
1' Tour de Beauce
1' 1. etape Tour of Utah
1' 6. etape USA Pro Cycling Challenge